# 洛普·德·阿基爾
洛普·德·阿基爾（英語：Lope de Aguirre，1510年11月8日—1561年10月27日），綽號「瘋子」（西班牙語：El Loco），是一名活躍於南美洲的巴斯克西班牙裔征服者，以在亞馬遜河尋找黃金國的遠征聞名。阿基爾一般被歷史學家視為西班牙美洲殖民地時期征服者們殘暴和背叛的代表人物，亦多以反英雄形象出現於後世的藝術作品。 

## 流行文化
阿基爾曾於三部電影登場，包括由克勞斯·金斯基飾演，1972年的《阿基爾，上帝的憤怒》、由奥姆羅·安托努蒂飾演，1988年的《黃金國》以及由艾格·拉米瑞兹飾演，2021年的《叢林奇航》。